# As Seen Through a Telescope
As Seen Through a Telescope je britský němý film z roku 1900. Režisérem je George Albert Smith (1864–1959). Film trvá zhruba jednu minutu a premiéru měl v září 1900. Film byl natočen v anglickém městě Hove, kde měl Smith své studio. Film byl ve Spojených státech uveden v dubnu 1903 pod názvem The Professor and His Field Glass.
Film je oproti jiným snímkům své doby originální subjektivním pohledem postavy a vyobrazením voyeurismu, před jehož možnými důsledky se snaží diváka varovat a přimět ho, aby si udržoval určitou morálku.

## Děj
Film zachycuje starého pána, jak prozkoumává svým dalekohledem okolí. Vzápětí zaměří svou pozornost na galantního muže, jak pomáhá cyklistce zavázat botu, přičemž se zároveň krátce dotýká jejího lýtka. Starý muž pak od nich odvrátí zrak a sedne si na stoličku. Dvojice si ho však všimla a rozhodne se projít kolem něho. Mladší muž, který s kolem následuje ženu, mu dá zezadu silný pohlavek, v jehož důsledku se pod starším mužem podlomí stolička. Starší muž stejně jako jeho cylindr skončí na zemi, což ho tak rozčílí, že začne na doprovod dámy nadávat.